# Frank Theis
Frank Theis (* 23. August 1982 in Salzgitter, Niedersachsen) ist ein ehemaliger deutscher Basketballspieler. Theis wurde bei den Drittligisten aus Wolfenbüttel und Braunschweig zu einem der stärksten Frontcourt-Spieler der ProB und als Spieler des Monats März 2009 ausgezeichnet. In Braunschweig, wo er zwei Jahre mit seinem zehn Jahre jüngeren Bruder Daniel Theis zusammenspielte, schaffte er den avisierten Sprung in den Erstligakader nicht, stattdessen wurde sein Bruder nach einem Wechsel zum Erstligisten nach Ulm Herren-Nationalspieler. Frank Theis kehrte 2012 nach Wolfenbüttel zurück, wo er nach einem Kreuzbandriss im März 2013 nicht mehr in höheren Spielklassen aktiv war.

## Karriere
Theis begann das Basketballspiel in seiner Heimat bei Union Salzgitter unter anderem zusammen mit Benjamin Travnizek. 2004 wechselte er in die Herrenmannschaft der Wolfenbüttel Dukes, die aus der Mannschaft des früheren Erstligisten und Pokalsiegers MTV Wolfenbüttel hervorgegangen war, in die 2. Basketball-Bundesliga. In den folgenden drei Spielzeiten erreichten die Dukes im unteren Tabellendrittel der Gruppe Nord meist frühzeitig den Klassenerhalt. Nach Neugliederung der zweiten Liga in hierarchischer statt geographischer Weise wurden die Dukes in der ProB eingruppiert. Dort erreichten sie in der ProB 2007/08 den sportlichen Klassenerhalt, nach einer Insolvenz wurde die Lizenz aber auf die neu gegründeten Herzöge Wolfenbüttel übertragen. Zusammen mit seinem langjährigen Mannschaftskameraden Aufbauspieler Henje Knopke gehörte Frank Theis zu den wenigen deutschen Spielern der dritthöchsten Spielklasse ProB, die auch individuell als Spieler des Monats ausgezeichnet wurden. Theis bekam diese Auszeichnung für den März 2009, als die Herzöge in der ProB 2008/09 als Vizemeister die sportliche Qualifikation für die zweithöchste Spielklasse ProA erreichten.
Nachdem die Herzöge aus wirtschaftlichen Gründen auf den Aufstieg in die ProA verzichtet hatten und in der ProB 2009/10 wieder ins untere Tabellendrittel abgerutscht waren, wechselte Frank Theis zur folgenden ProB 2010/11 zum regionalen Rivalen aus Braunschweig. Die Spot-Up-Medien-Baskets fungierten in der dritthöchsten Spielklasse als „Farmteam“ des Erstligisten New Yorker Phantoms, wobei Frank Theis nach eigenen Angaben ein Platz im Erstliga-Kader in Aussicht gestellt worden war. Bei Braunschweig spielte er zusammen mit seinem Bruder Daniel und einem weiteren späteren Herren-Nationalspieler mit Dennis Schröder, die zu dieser Zeit zudem in der Nachwuchsmannschaft in der Nachwuchs-Basketball-Bundesliga (NBBL) unter anderem von Benjamin Travnizek trainiert wurden. In der neu strukturierten ProB erreichte die Braunschweiger Mannschaft zweimal die Play-offs um den Aufstieg, in denen man jeweils früh ausschied. Während Daniel Theis zur Saison 2012/13 zum Braunschweiger Erstligakonkurrenten ratiopharm Ulm wechselte und dort zum Herren-Nationalspieler reifte, kehrte Frank zur ProB 2012/13 nach Wolfenbüttel zurück. Auf dem siebten Platz erreichten die Wolfenbütteler einen Platz hinter den Braunschweigern die Play-offs um den Aufstieg, in denen sie in der ersten Runde ausschieden. Dabei zog sich Frank Theis im letzten Saisonspiel einen doppelten Kreuzbandriss und kehrte schließlich nicht mehr in die professionelle Mannschaft zurück, die am Ende der folgenden ProB 2013/14 zunächst einmal wieder in die Regionalliga abstieg.